# Tim Minchin
Pour les articles homonymes, voir Minchin.
Timothy David Minchin, né le 7 octobre 1975 à Northampton, Royaume-Uni, est un musicien, compositeur, auteur, humoriste, acteur et producteur exécutif australien.
Tim Minchin est principalement connu en tant que chanteur mêlant musique et humour. Ses chansons sont généralement drôles, voire satiriques. Étant athée et sceptique, il a pour thèmes récurrents la religion et la superstition. Il fait des apparitions à sur les chaînes de télévision australiennes, britanniques et  étasuniennes. Il a fréquenté l'Université d'Australie-Occidentale et la Western Australian Academy of Performing Arts (en). 
En 2002, Minchin s'est installé à Melbourne. Son premier spectacle, Dark Side, a reçu un certain succès critique au Melbourne International Comedy Festival et au Edinburgh Festival Fringe de 2005. Il est le sujet du film documentaire Rock N Roll Nerd réalisé par Rhian Skirving et sorti en 2008. 
En 2012, Minchin a composé la musique et écrit les paroles des comédies musicales Matilda et Groundhog Day. Il a interprété le rôle de Judas dans la comédie musicale Jesus Christ Superstar d'Andrew Lloyd Webber. Il a tenu l’un des rôles principaux dans la saison 6 de Californication.
En 2013, l'Université de l'Australie occidentale décerne à Tim Minchin un doctorat honorifique en lettres pour sa contribution aux arts, une distinction reconnaissant son œuvre et sa renommée mondiale en tant que compositeur, parolier, écrivain et comédien,.
En 2015, il a obtenu un deuxième doctorat honorifique en lettres de la Mountview Academy of Theatre Arts.
Minchin a été nommé membre de l'Ordre de l'Australie à l'occasion des Australia Day honours 2020.

## Biographie
Tim Minchin nait à Northampton, au Royaume-Uni, de parents australiens. Il grandit à Perth, en Australie-Occidentale où son père, David Ellison Minchin, et son grand-père, Max Ellison Minchin, étaient chirurgiens. Étant né en Angleterre, il est citoyen britannique.
Il commence le piano à l'âge de 8 ans mais abandonne au bout de 3 ans. Il recommence à s'intéresser à cet instrument quand il décide d'écrire des paroles de chansons avec son frère Dan Minchin.

### Carrière

#### Début de carrière (1998-2007)
Après avoir obtenu son diplôme de l'université WAAPA en 1998, Minchin commence à composer de la musique pour des films documentaires et pour le théâtre. En 2000, il écrit et joue de la musique pour la comédie musicale Pop au Blue Room Theatre de Perth. Il publie un CD intitulé Sit avec son groupe Timmy the Dog en 2001 mais l'œuvre connait un succès limité. En 2002, Minchin déménage de Perth à Melbourne pour trouver du travail.
À Melbourne, ses débuts sont difficiles : il n’a pas d’agent et ne décroche aucun engagement pendant un an. Plusieurs maisons de disques l'encouragent, mais il ne sait pas comment commercialiser sa musique, où se mêlent chansons satiriques et chansons pop plus sérieuses. Son spectacle Darkside est salué par la critique au Melbourne International Comedy Festival 2005, où il remporte le Premier prix des directeurs de festival et attire l'attention de Karen Koren, gérante de la salle de spectacle Gilded Balloon. Koren lui permet de présenter son spectacle au Festival Fringe d'Édimbourg, où il reçoit le Prix de comédie Perrier pour le meilleur nouveau venu,. Son spectacle de 2006, So Rock, est sélectionné pour le premier prix du Melbourne International Comedy Festival, le Barry Award, et en 2007 il reçoit le Prix du meilleur comédien alternatif au HBO US Comedy Arts Festival.
Ses concerts de 2005 et 2006, Darkside et So Rock, sont enregistrés. En 2007, Minchin publie un DVD  intitulé So Live, enregistré lors d’une session en direct au Sydney Opera House Studio. Ce DVD contient des œuvres issues de ses deux spectacles précédents. Il publie en 2008 un DVD  intitulé So F ** king Rock Live in UK, disponible au Royaume-Uni et en Europe, dont le contenu est similaire à celui de So Live.

#### Ready for this?(2008-2010)
En août 2008, Tim Minchin donné son troisième spectacle, Ready for This?, au Edinburgh Fringe puis en tournée à travers le Royaume-Uni. Pendant le festival d'Edimbourg, il contribue aux podcasts du journal The Guardian, bien que son nouveau spectacle contienne une chanson sur un critique du Guardian, Phil Daoust, auteur de propos négatifs à son égard,.
Un enregistrement en direct du spectacle au Queen Elizabeth Hall de Londres est mis en ligne en téléchargement sur la plateforme iTunes le 20 juillet 2009.
Minchin projette de réciter un poème sur un air de jazz intitulé Storm dans un court-métrage d'animation. Un blog est lancé pour accompagner le processus de réalisation du film et une courte bande-annonce est publiée le 8 janvier 2010,. Le film complet est diffusé sur YouTube le 7 avril 2011.
En 2010, le peintre Sam Leach remporte le concours de portrait le plus important d'Australie, le Prix Archibald Prize, avec un portrait de Minchin.

#### Tim Minchin and the Heritage Orchestra(2010-2011)
Tim Minchin se lance dans une nouvelle tournée des grandes salles à partir de Birmingham le mercredi 8 décembre 2010. À l'inverse de la structure de ses précédents spectacles, les chansons et la mise en scène sont adaptées pour être interprétées avec le Heritage Orchestra. Il contient un mélange d'anciennes et de nouvelles chansons sur le thème de la spiritualité et de la rationalité, thèmes qui apparaissent souvent dans ses travaux précédents.
Il considère que faire appel à un orchestre pour ce spectacle a permis de créer un spectacle humoristique qui ne perde pas son intérêt en étant joué dans des stades et des grandes salles, comme indiqué dans les commentaires du DVD et du Blu-ray. Une tournée est organisée au Royaume-Uni et en Australie et filmée au Royal Albert Hall de Londres pour un Blu-ray et un DVD qui ont été publiés en novembre 2011.

#### TournéeBacket albumApart Together(depuis 2019)
Le 30 août 2018, Tim Minchin annonce qu'il revient aux spectacles musicaux et humoristiques après une pause de 7 ans avec une nouvelle tournée appelée Back - Old Songs, New Songs, Fuck You Songs. La tournée commence à Adélaïde, en Australie et en Nouvelle-Zélande en mars et avril 2019 puis au Royaume-Uni en octobre et novembre 2019. La tournée comprend de nouvelles chansons humoristiques telles que Fuck This, Leaving LA et If This Plane Goes Down, ainsi que des chansons de ses comédies musicales récentes telles que When I Grow Up de Matilda the Musical et Seeing You de Groundhog Day. Il est accompagné par un groupe de quatre musiciens notamment sur les chansons Cheese, Prejudice, la nouvelle chanson I'll Take Lonely Tonight, une version réarrangée de If I didn't have you et la nouvelle chanson 15 Minutes (of Shame).
Les spectacles de 2020 de Sydney, Newcastle, Melbourne et Brisbane sont reportés en raison de la pandémie Covid-19 en Australie. Il déclare que c'est la première fois de sa carrière qu'il annule un concert.
En mars 2020, il signe un contrat avec BMG et annonce qu'il sortira son premier album studio, Apart Together, en novembre 2020. Deux clips issus de l'album sont sortis : Leaving LA et I'll Take Lonely Tonight. En août, il sort la troisième chanson avant la sortie de l'album éponyme Apart Together.

## Spectacles musicaux et humoristiques

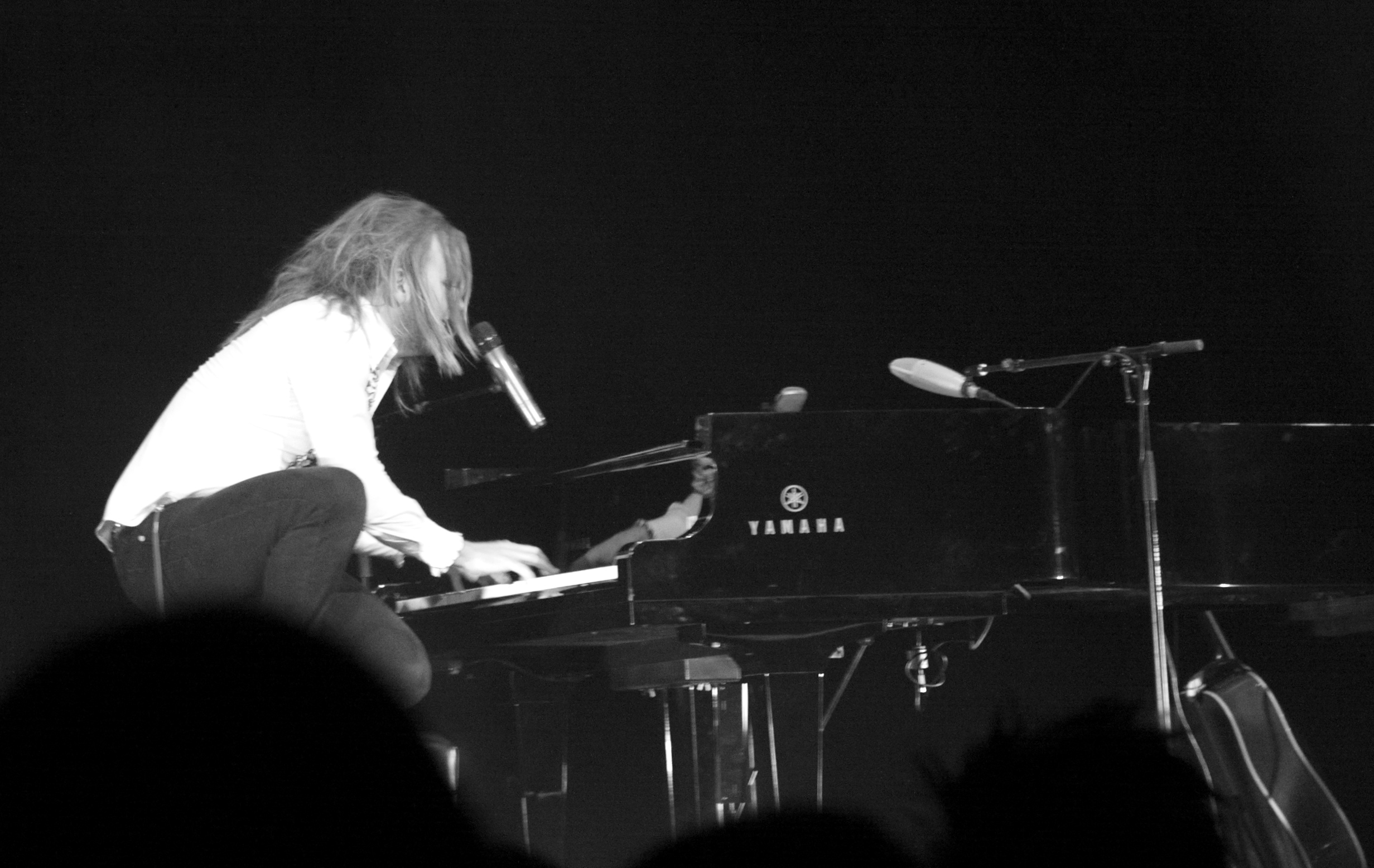
Tim Minchin jouant du piano sur scène

Tim Minchin décrit ses spectacles comme un «spectacle de cabaret humoristique» et se considère principalement comme un musicien et un auteur-compositeur plutôt que comme un comédien. Il décrit ses titres comme des chansons à part entière, «qui se trouvent être drôles». Il explique son approche qui combine les disciplines de la musique et de l'humour dans une interview : « Je suis un bon musicien pour un comédien et je suis un bon comédien pour un musicien mais si je devais être seulement l'un des deux, je ne sais pas ».
Il s'inspire de son expérience du théâtre pour son apparence et son personnage sur scène.
Dans ses performances, il est généralement pieds nus, ce qui lui permet de se sentir plus à l'aise, avec des cheveux hirsutes et un maquillage noir pour les yeux, qui est complété avec un costume impeccable, et un piano à queue. Il considère que le maquillage des yeux est important car pendant qu'il joue du piano, il ne peut pas utiliser ses bras et son visage est donc indispensable pour transmettre les expressions ; l'eyeliner rend ses traits plus visibles pour le public. Il explique qu'une grande partie de son apparence et de sa personnalité consiste à « franchir cette ligne entre se moquer de soi et vouloir être une figure iconique. Se moquer du ridicule et du rêve complètement irréaliste d'être une figure emblématique ».
Ses spectacles consistent en grande partie en chansons comiques et en poésie, avec des sujets tels que la satire sociale, les poupées gonflables, les fétichismes sexuels et ses propres ambitions de rock star ratées. Entre les chansons, il exécute de courtes routines de stand-up. Plusieurs de ses chansons traitent de religion, un sujet qui l'intéresse particulièrement, étant athée et notamment fan de Richard Dawkins. Il soutient que, étant l'une des forces les plus puissantes et les plus influentes au monde, la religion ne devrait jamais être interdite aux satiristes. Il dit que sa chanson préférée à interpréter est Peace anthem for Palestine, qui reflète ses sentiments au sujet des conflits religieux. Ses spectacles traitent plus largement des tabous comme la chanson Prejudice, qui parodie le pouvoir accordé à quelque chose d'aussi simple qu'un mot. En octobre 2010, il est distingué comme sympathisant de la British Humanist Association.

## Engagements et prises de position publiques

### Athéisme et scepticisme
Au cours d'une interview de 2009 pour le podcast The Skeptic Zone d'Australian Skeptics, Tim Minchin explique que son style permet de soulever des questions qui peuvent être jugées comme dérangeantes ou offensantes pour certaines personnes telles que « l'hypocrisie morale de l'idée que la Bible soit parfaite, la seule référence morale (...) et, évidemment, des préjugés dans l'église, de son rôle dans l'ostracisme des homosexuels... les personnes sont moins sur la défensive lorsqu'elles rient et qu'elles écoutent de la musique. Tout ce que je fais, c'est de rendre transmissibles des idées qui sont difficiles à transmettre autrement. »
En tant que fils et petit-fils de chirurgiens médicaux, il s'est exprimé sur le sujet des médecines alternatives en affirmant que les tests d'efficacité impartiaux sont la clé :
« Vous êtes dans une position si forte lorsque vous comprenez le processus scientifique parce que tout ce que vous dites est: «Savez-vous que la grande découverte de l'humanité consistait à trouver comment prendre des décisions en écartant les biais humains ? Les preuves anecdotiques émanent de toute votre subjectivité - si nous nous y fions, nous perdons ce grand apport. Comprenez-vous à quel point c'est puissant ?» Il faut l'expliquer aux personnes qui ne le comprennent pas. C'est une chose extrêmement puissante et très basique. »
Tim Minchin explique par ailleurs ses perspectives sceptiques :
« J'ai toujours été athée. J'ai toujours véritablement été un empiriste. Je n'ai jamais cru aux fantômes ou aux médiums ou à quelque chose comme ça parce que c'est assez simple - vous n'avez pas besoin de connaître grand-chose pour dire « Vraiment ? » ou, pour simplement appliquer le rasoir d'Occam, dire: «Est-il plus probable que les âmes fassent des tours de cirque, ou plus probable qu'elles parlent à des morts? Et si oui, par quel processus? Que voulez-vous dire par parler aux gens qui sont morts ? Leurs boîtes vocales ne sont-elles pas pleines ? Alors, sans boîte vocale, comment parlent-ils et par quels moyens ?» Il n'en faut pas beaucoup pour être sceptique à ce sujet. Mais comprendre vraiment, comme j'apprends encore, pourquoi la science est puissante, est une nouvelle étape pour devenir ennuyeux dans les dîners mondains ».
Au sujet de la vie dans l'Univers, il résume: «Les chances que cela se produise pourraient être une sur l'infini. En d'autres termes: la chance qu'il y ait une vie extraterrestre intelligente est, pour moi, infiniment plus élevée que la chance qu'il y ait un dieu créateur».
Dans une interview avec John Rael, membre du Independent Investigations Group, il explique que ce qui le bouleverse le plus à propos des croyances paranormales, ce sont les « prières personnelles» de personnes qui disent des choses vagues telles que «il n'y a pas de mal ». Il concède que quelque chose comme le reiki fait peut être très peu de mal, mais demande «où tracez-vous la limite?» quand il s'agit d'avoir besoin de preuves réelles sur le fait de savoir si une thérapie fonctionne ou non.
Il déclare qu'il est athée autant que sceptique et ne peut pas comprendre comment quelqu'un peut être sceptique tout en restant religieux. « Si vous appliquez le doute à tout... toute la religion est évidemment un fantasme ».
En 2012, il apparait dans une vidéo hébergée sur la page d'accueil de la British Humanist Association, décrivant l'humanisme comme important «parce qu'avoir une vision du monde non superstitieuse vous permet de vaquer à vos occupations, de prendre des décisions éthiques basées sur un désir général de faire le plus de bien possible».

### Titres engagés

#### Come Home (Cardinal Pell)
En 2016, pendant que la Commission royale australienne sur les réponses institutionnelles aux abus sexuels sur enfants se réunit, Tim Minchin écrit Come Home (Cardinal Pell), qui critique le cardinal George Pell. Le single est largement diffusé et très controversé. Le journaliste Steve Price critique l'article, le décrivant comme abusif contre la personne de George Pell. Liam Viney en propose également une analyse très détaillée. Tim Minchin la décrit comme «mon morceau le plus manifestement engagé».
La commission royale appelée à enquêter sur la manière dont des institutions telles que les écoles, les églises et les organisations gouvernementales répondent aux allégations et aux cas d'abus sexuels sur des enfants La chanson est motivée par le fait que le commissaire royal a accordé à George Pell, 74 ans, la permission de comparaître en tant que témoin via vidéo depuis Rome, plutôt que d'assister en personne au procès comme il l'avait fait auparavant. En réponse, une déclaration du bureau de Pell déclare que le cardinal a mené la bataille contre la maltraitance des enfants dans l'église pendant 20 ans. Le procureur général George Brandis déclare que le témoignage par vidéo n'était «pas du tout inhabituel».
La chanson a aidé à financer des voyages à Rome pour les victimes d'abus sexuels afin qu'ils puissent assister au témoignage du cardinal Pell,. L'émission ABC 7.30 note le 17 février 2016 : « la chanson devient virale avec près de 200 000 vues sur YouTube» mais «les partisans du cardinal Pell estiment que c'est une atteinte personnelle mise en musique. » L'avocat australien Frank Brennan considère que le titre pourrait porter atteinte au processus de décision de la commission royale.
Come Home (Cardinal Pell) s'est classé 11e au Australian Singles Chart. Il est également nommé pour la chanson de l'année de l'APRA, et Kate Miller-Heidke interprète la chanson à la cérémonie des APRA Music Awards.

#### I still call Australia homophobic
A l'occasion du vote par correspondance organisé en Australie concernant un projet de loi sur le mariage pour les personnes homosexuelles, Tim Minchin chante I Still Call Australia Homophobic - une reprise de Peter Allen, I Still Call Australia Home - qui qualifie ceux qui soutiennent le "Non" «d'homophobes et d' imbéciles bigots». Les politiciens Tony Abbott et Mitch Fifield ont critiqué cette chanson,.

#### HouseFyre(collaboration avecBriggs)
Le 9 avril 2020, durant l'épidémie de coronavirus pendant laquelle de nombreux pays procèdent au confinement de leur population, Tim Minchin s'associe avec le rappeur australien Senator Briggs pour le titre HouseFyre qui sort sous la forme d'un clip Youtube filmé de chez eux. Les profits récoltés sont reversés dans le cadre du #FNC19Appeal, fonds destiné à aider les artistes descendants des populations aborigènes d'Australie particulièrement touchés par les conséquences de la crise sanitaire,.
Le titre fait référence aux feux de 2019-2020 dans la forêt australienne, particulièrement violents quelques mois avant la sortie du titre. Le titre comporte notamment une critique de la gestion politique de ces deux évènements tragiques par le gouvernement australien et le Premier Ministre Scott Morrisson,.

## Télévision et radio
Tim Minchin fait des apparitions dans des émissions de télévision australiennes, y compris Spicks and Specks et The Sideshow,. Il fait des apparitions dans l'émission Good News Week (février 2010) et Talkin Bout Your Generation (Mars 2010).
Il apparait dans plusieurs émissions de radio et de télévision britanniques, y compris Never Mind the Buzzcocks de la BBC (quatre fois dont une fois en tant qu'hôte et invité), Mark Watson Makes the World Substantially Better de BBC Radio 4, et deux émissions spéciales sur BBC Radio 2. Il joue souvent sur ses apparitions à la télévision, comme ses spots du vendredi soir avec Jonathan Ross en octobre 2009 et juillet 2010. Il interprète une chanson spécialement écrite intitulée Five Poofs and Two Pianos, une parodie du groupe de l'émission, 4 Poofs and a Piano. Il apparait également en tant qu'invité spécial sur l'édition 2009 de The Big Fat Quiz of the Year, interprétant une chanson écrite pour le spectacle (It's Like 1984) en référence à une question concernant Google Street View. Le samedi 13 août 2011, il présente Prom 40, le premier concert de la BBC Comedy Promenade au Royal Albert Hall. Il est apparu sur Desert Island Discs le 6 mai 2012.
Une version fortement réduite du spectacle So F ** king Rock Live est diffusée à plusieurs reprises sur la chaîne de télévision britannique E4, pour la première fois le 23 juillet 2009. Elle est diffusée début 2011 pour le Nouvel An d'E4.
Le 8 mai 2010, le pilote de son sitcom musical, Strings, est diffusé sur BBC Radio 2 ; il est bien accueilli, mais il décide de ne pas créer une série complète.
En décembre 2011, il interprète une chanson écrite pour l'occasion appelée Woody Allen Jesus sur The Jonathan Ross Show supprimée à la dernière minute. Répondant sur son blog, il déclare: «Quelqu'un est devenu nerveux et a envoyé la cassette au directeur de la télévision d'ITV, Peter Fincham. Et Peter Fincham a exigé que je sois exclu de l'émission. Il l'a fait parce qu'il a eu peur de la diatribe, la presse de droite qui remue la merde et de la petite minorité de Britanniques qui croient avoir le droit de vivre à l'abri de tout ce qui les défie de quelque manière que ce soit»,.
Tim Minchin a écrit plusieurs chansons spécialement pour des apparitions télévisuelles :
- 3 minutes song, qui comprend plusieurs versions, et dont la première est écrite à l'occasion du Ruth Jones Show au Royaume-Uni en 2011. D'autres versions sont jouées dans d'autres émissions de télévision : The Royal Variety Show au Royaume-Uni, The Late Late Show en Irlande, Conan O'Brien Show aux Etats-Unis[69].
- Song for Wossy écrite pour la fin de l'émission Friday Night With Jonathan Ross, BBC One, le 2 juillet 2010

En août 2012, il apparait sur Chain Reaction, d'abord interviewé par Derren Brown, puis par Caitlin Moran.
En 2013, il joue Atticus Fetch dans la saison 6 de Californication.
Il joue en 2018 dans Squinters, une série ABC.
En 2019, il écrit et joue dans Upright, une série télévisée apparaissant sur FOX Showcase en Australie et Sky Atlantic au Royaume-Uni.
En 2020, il interprète les chansons d'ouverture et de clôture de la cérémonie de remise des prix BAFTA, qui s'est déroulée à huis clos. Le numéro d'ouverture est écrit spécifiquement pour l'événement. La chanson de clôture est une version de sa chanson Carry You. La BBC est largement critiquée pour avoir coupé la chanson finale pour des raisons de timing.

## Scène

### Acteur
- 2012-2013 : Jesus Christ Superstar mise en scène par Laurence Connor – Judas Iscariot
- 2013 : Rosencrantz and Guildenstern Are Dead mise en scène par Simon Phillips
- 2016 : Shakespeare Live! From The RSC créé et réalisé par Gregory Doran – Lui-même ('To be or not to be' Sketch) – Royal Shakespeare Company

### Compositeur
- 2012 : Matilda (musique et paroles)
- 2016 : Groundhog Day (musique et paroles) – Livre par Danny Rubin

### Films
Tim Minchin joue le rôle de Tom dans le drame familial contemporain Two Fists, One Heart (en), sorti le 19 mars 2009. Il écrit la chanson Drowned pour la bande originale du film.
En 2013, il déménage avec sa famille à Los Angeles, aux États-Unis, afin de pouvoir travailler sur Larrikins, un film musical d'animation sur l'Australie pour DreamWorks Animation, pour lequel il écrit les chansons et qu'il était sur le point de co-diriger avec Chris Miller. Le film doit avoir un casting australien quatre étoiles, avec pour voix principale Hugh Jackman. Cependant, en mars 2017, le projet est annulé, après le rachat de DreamWorks Animation, un an plus tôt, par Comcast. Il laisse entendre que la décision provient probablement de ce nouvel acheteur. Il qualifie cette issue d'«insupportable», notant qu'il a refusé de nombreux projets pendant ces quatre années et que « 120 personnes travaillaient sur ce film ». Lui et sa famille déménagent à Sydney en janvier 2018.
Il joue le rôle de Frère Tuck dans le film américain Robin des bois de 2018.

## Discographie

### Albums
- Sit (avec le groupe Timmy the Dog) (2001)
- Darkside (2005)
- So Rock (2006)
- Ready For This? (2009)
- Live at the O2 (2010)
- Live at Manchester Arena (2011)
- So Fucking Rock (adapté du DVD So Fucking Rock Live de 2008) (2013)
- Apart Together (annoncé pour le 20 novembre 2020)

### Singles
- Drowned (2008)
- White Wine in the sun (2009)
- The Pope Song (2010) - En téléchargement libre depuis son site internet[78]
- The Fence (2011)
- White wine in the sun (version 2012)
- So Long (As We Are Together) (2013)
- Come Home (Cardinal Pell) (2016)
- 15 Minutes (2019)
- Leaving LA] (2020)
- I'll Take Lonely Tonight (2020)

### Collaboration
- Housefyre (Briggs featuring Tim Minchin) (2020)

### Compilations
- Laugh-a-poolooza (2005)
- So Long (As We Are Together), Californication, bande-son saison 6 (2013)
- Carry You (avec Missy Higgins) (2020)

### DVD
- So live (2007) Australian DVD
- So F**king Rock Live (11 octobre 2008)
- Rock'n'roll Nerd : The Tim Minchin Story (Documentaire) (2008)
- So F**king Rock Live (Special Edition) (en) (5 octobre 2009)
- Ready For This? (en) (29 novembre 2010)
- Tim Minchin and the Heritage Orchestra (14 novembre 2011)
- Matilda & Me (Documentaire) (2016)

## Filmographie

### Acteur
- 2008 : Two Fists, One Heart : Tom[79]
- 2010 : The Lost Thing : Le garçon (Voix)[80]
- 2013 : Californication : Atticus Fetch (invité/personnage récurrent, 10 épisodes)[71]
- 2013 : 88 Keys (pilote) – Charlie[81]
- 2015 : The Secret River (série ABC TV) – Smasher Sullivan
- 2015 : No Activity – Jacob (2 épisodes)
- 2018 : Squinters – Paul
- 2018 : Robin des Bois (Robin Hood) d'Otto Bathurst : Frère Tuck[77]
- 2019 : Upright – Lucky Flynn (aussi producteur exécutif, auteur, compositeur)[82]
- 2023 : Le Renard : Prince des voleurs (The Artful Dodger)

### Compositeur
- 2022 : Matilda (Roald Dahl's Matilda the Musical) de Matthew Warchus

## Littérature
- 2014 : Storm (auteur et voix)[83],[18],[84]
- 2017 : When I Grow Up

## Récompenses
- 2005 : Melbourne International Comedy Festival Directors' Choice Award pour Dark Side
- 2005 : Edinburgh Festival Fringe Perrier Comedy Award, Meilleur nouveau venu
- 2005 : Melbourne International Comedy Festival, The Groggy Squirrel Critics' Award
- 2007 : U.S. Comedy Arts Festival, Meilleure performance alternative
- 2009 : Helpmann Award Meilleure performance comique pour Tim Minchin - Ready For This?
- 2009 : Green Room Awards, Cabaret: Meilleure chanson originale
- 2009 : Green Room Awards, Cabaret: Meilleur artiste
- 2010 : Chortle Awards, Meilleure musique ou performance de variété
- 2011 : Helpmann Award Meilleure nouvelle œuvre australienne pour Tim Minchin Vs Sydney Symphony
- 2012 : Olivier Awards: Meilleure nouvelle comédie musicale pour Matilda The Musical[85]
- 2012 : Helpmann Award : Meilleur artiste comique pour Tim Minchin vs The Orchestras Round II
- 2012 : Ockham Award : Meilleure vidéo sceptique pour Storm
- 2013 : What's On Stage Awards, The W&P Longreach - Meilleure second rôle dans une comédie musicale pour Judas dans Jesus Christ Superstar
- 2016 : Logie Award, Meilleur second rôle pour The Secret River (ABC)
- 2016 : Helpmann Award: Meilleure partition originale pour Matilda the Musical[86]
- 2017 : Olivier Awards : Meilleure nouvelle comédie musicale pour Groundhog Day The Musical[87]
- 2017 : Orry-Kelly Award
- 2019 : Helpmann Award : Meilleur concert australien de musique contemporaine pour Tim Minchin: Back